# Jean-François Galmiche
Pour les articles homonymes, voir Galmiche.
Jean-François Galmiche, né en 1943 à Belfort, est un architecte urbaniste, écrivain et aquarelliste, diplômé d'architecture à Paris en 1970. 

## Biographie
Il propose et réalise avec les architectes Martin Robain] et Y.-J. Laval le projet innovant de La Grand Goule à Beaulieu-sur-Sonnette, ce projet doit favoriser la convivialité et réduire l'isolement entre résidents.
Associé d'Architecture-Studio en 1974, il participe entre autres à la conception et réalisation de l'Institut du monde arabe à Paris et du lycée pilote innovant international ou lycée du Futuroscope à Jaunay-Clan. 
De 1996 à 1998, il dirige comme deuxième directeur puis premier directeur le Corps des architectes conseils de l'État. Il est promu président en 1998 et introduit le séminaire de Lisbonne sur le développement durable. 
Ses nombreux voyages professionnels sont repris dans des ouvrages illustrés par ses dessins à l'aquarelle,.